# Grup de presiune
Un grup de presiune este un grup de cetățeni ce se folosesc de presiune cu scopul de a influența opinia și politica publică. 
În anumite împrejurări deosebite, acestea pot colabora cu partidele politice cu scopul asigurării obținerii unui anumit scop. Exemple pot fi colaborarea sindicatelor din Statele Unite ale Americii cu Partidul Democrat în cadrul alegerilor), sau cea dintre partidele socialiste din țările nordice și sindicatele și asociațiile de ajutor reciproc din acestea.